# Morgan il bandito
Morgan il bandito (Baby Face Morgan) è un film del 1942, diretto da Arthur Dreifuss, con Mary Carlisle.